# Formel-BMW-Europa-Saison 2010
Die europäische Formel-BMW-Saison 2010 war die dritte und letzte Saison der Europäischen Formel BMW. Sie begann am 8. Mai 2010 in Barcelona und endete am 12. September 2010 in Monza. Robin Frijns gewann den Meistertitel der Fahrer. Sein Team Josef Kaufmann Racing gewann die Meisterschaft der Teams.
BMW stellte die Formel BMW zum Ende der Saison 2010 ein, um stattdessen den Formel BMW Talent Cup, der für Fahrer ab 14 angedacht ist, einzuführen. Die europäische Formel BMW soll unter einem neuen Namen und von einer anderen Organisation weitergeführt werden.

## Starterfeld
Alle Teams und Fahrer verwenden Chassis von Mygale und Motoren von BMW.
| Team                  | Auto # | Fahrer                | Rennwochenende |
| --------------------- | ------ | --------------------- | -------------- |
| Josef Kaufmann Racing | 4      | Robin Frijns          | 1–8            |
| Josef Kaufmann Racing | 5      | Hannes van Asseldonk  | 1–8            |
| Josef Kaufmann Racing | 6      | Petri Suvanto         | 1–8            |
| Mücke Motorsport      | 7      | Maciej Bernacik       | 1–8            |
| Mücke Motorsport      | 8      | Timmy Hansen          | 1–8            |
| EuroInternational     | 11     | Daniil Kwjat          | 1–8            |
| EuroInternational     | 12     | Carlos Sainz jr.      | 1–8            |
| EuroInternational     | 14     | Michael Lewis         | 1–8            |
| DAMS                  | 15     | Javier Tarancón       | 1–8            |
| DAMS                  | 16     | Dustin Sofyan1        | 5              |
| DAMS                  | 16     | Luciano Bacheta1      | 7–8            |
| DAMS                  | 17     | Fahmi Ilyas           | 1–6            |
| DAMS                  | 17     | Dustin Sofyan1        | 8              |
| Eifelland Racing      | 18     | Facundo Regalia       | 1–8            |
| Eifelland Racing      | 19     | Côme Ledogar          | 1–8            |
| Eifelland Racing      | 20     | Marc Coleselli        | 1–8            |
| Fortec Motorsport     | 24     | Jack Harvey           | 1–8            |
| Fortec Motorsport     | 25     | George Katsinis       | 1–8            |
| Fortec Motorsport     | 26     | Christof von Grünigen | 1–8            |

1 Gaststarter

## Rennkalender
Bis auf die Rennen in Zandvoort fanden alle Rennen im Rahmenprogramm der Formel 1 statt.
| Nr. | Datum         | Rennstrecke       | Sieger           | Zweiter          | Dritter              |
| --- | ------------- | ----------------- | ---------------- | ---------------- | -------------------- |
| 1.  | 8. Mai        | Barcelona         | Jack Harvey      | Timmy Hansen     | Carlos Sainz jr.     |
| 2.  | 9. Mai        | Barcelona         | Robin Frijns     | Timmy Hansen     | Jack Harvey          |
| 3.  | 5. Juni       | Zandvoort         | Jack Harvey      | Facundo Regalia  | Timmy Hansen         |
| 4.  | 6. Juni       | Zandvoort         | Robin Frijns     | Carlos Sainz jr. | Côme Ledogar         |
| 5.  | 26. Juni      | Valencia          | Jack Harvey      | Fahmi Ilyas      | Javier Tarancón      |
| 6.  | 27. Juni      | Valencia          | Jack Harvey      | Robin Frijns     | Fahmi Ilyas          |
| 7.  | 10. Juli      | Silverstone       | Jack Harvey      | Robin Frijns     | Carlos Sainz jr.     |
| 8.  | 11. Juli      | Silverstone       | Carlos Sainz jr. | Robin Frijns     | Jack Harvey          |
| 9.  | 24. Juli      | Hockenheim        | Timmy Hansen     | Robin Frijns     | Jack Harvey          |
| 10. | 25. Juli      | Hockenheim        | Robin Frijns     | Jack Harvey      | Hannes van Asseldonk |
| 11. | 31. Juli      | Mogyoród          | Robin Frijns     | Jack Harvey      | George Katsinis      |
| 12. | 1. August     | Mogyoród          | Jack Harvey      | Robin Frijns     | Carlos Sainz jr.     |
| 13. | 28. August    | Spa-Francorchamps | Javier Tarancón  | Robin Frijns     | Jack Harvey          |
| 14. | 29. August    | Spa-Francorchamps | Robin Frijns     | Javier Tarancón  | Côme Ledogar         |
| 15. | 11. September | Monza             | Robin Frijns     | Côme Ledogar     | Hannes van Asseldonk |
| 16. | 12. September | Monza             | Jack Harvey      | Daniil Kwjat     | Robin Frijns         |

## Wertungen

### Punktesystem
Die Punkte wurden nach folgendem Schema vergeben:
| 1  | 2  | 3  | 4  | 5  | 6  | 7  | 8  | 9 | 10 | 11 | 12 | 13 | 14 | 15 | PP |
| -- | -- | -- | -- | -- | -- | -- | -- | - | -- | -- | -- | -- | -- | -- | -- |
| 30 | 24 | 20 | 18 | 16 | 14 | 12 | 10 | 8 | 6  | 5  | 4  | 3  | 2  | 1  | 1  |

### Fahrerwertung
| Pos.                                   | Fahrer        | ESP 1 | ESP 2 | NED 1 | NED 2 | ESP 1 | ESP 1 | GBR 1 | GBR 2 | GER 1 | GER 2 | HUN 1 | HUN 2 | BEL 1 | BEL 2 | ITA 1 | ITA 2 | Punkte |
| -------------------------------------- | ------------- | ----- | ----- | ----- | ----- | ----- | ----- | ----- | ----- | ----- | ----- | ----- | ----- | ----- | ----- | ----- | ----- | ------ |
| 1                                      | Frijns        | DNF   | 1     | 4     | 1     | 4     | 2     | 2     | 2     | 2     | 1     | 1     | 2     | 2     | 1     | 1     | 3     | 383    |
| 2                                      | Harvey        | 1     | 3     | 1     | 9     | 1     | 1     | 1     | 3     | 3     | 2     | 2     | 1     | 3     | 4     | DNF   | 1     | 372    |
| 3                                      | Hansen        | 2     | 2     | 3     | 4     | DNF   | 6     | 4     | 15    | 1     | 7     | DNF   | 4     | 5     | 6     | 4     | 8     | 240    |
| 4                                      | Sainz         | 3     | 6     | 5     | 2     | 7     | 10    | 3     | 1     | 11    | 6     | 4     | 3     | DNF   | DNF   | 8     | 6     | 227    |
| 5                                      | Tarancón      | 4     | 5     | 7     | 12    | 3     | 4     | 15    | 7     | 8     | 8     | 8     | DNF   | 1     | 2     | DNF   | 10    | 193    |
| 6                                      | Ledogar       | 13    | 9     | 6     | 3     | 8     | DNF   | 12    | 14    | 4     | 5     | 5     | 6     | 7     | 3     | 2     | 12    | 188    |
| 7                                      | van Asseldonk | 10    | 11    | DNF   | 5     | 10    | 11    | 9     | 10    | 6     | 3     | 10    | 5     | 4     | 7     | 3     | 5     | 176    |
| 8                                      | Regalia       | 7     | 4     | 2     | 7     | 6     | 5     | 5     | 4     | DNF   | 9     | 9     | 9     | DNF   | 12    | DNF   | 7     | 172    |
| 9                                      | Katsinis      | 5     | 7     | 13    | DNF   | 5     | 7     | 11    | 5     | 7     | 10    | 3     | 10    | 9     | 8     | DNF   | DNF   | 139    |
| 10                                     | Kwjat         | 9     | 10    | 11    | DNF   | DNF   | 8     | 14    | 11    | 5     | 4     | 6     | DNF   | 6     | 5     | DNF   | 2     | 138    |
| 11                                     | Suvanto       | 11    | 12    | 12    | 6     | DNF   | 13    | 8     | 6     | DNF   | 16    | 14    | 7     | 10    | 9     | 9     | 9     | 100    |
| 12                                     | Bernacik      | 12    | 13    | 8     | 11    | 11    | 9     | 13    | 12    | 9     | 12    | 11    | 8     | 13    | 10    | 6     | 11    | 99     |
| 13                                     | Ilyas         | DNF   | DNF   | DNF   | DNF   | 2     | 3     | 6     | 8     | 10    | 14    | 7     | DNF   |       |       |       |       | 88     |
| 14                                     | Lewis         | 14    | 8     | 9     | 10    | 9     | 15    | 10    | 9     | 14    | 11    | 15    | 11    | DNF   | 11    | 5     | DNF   | 83     |
| 15                                     | von Grünigen  | 6     | 14    | 10    | 8     | 12    | 14    | 16    | 13    | 13    | 13    | 12    | 12    | 12    | DNF   | 10    | DNF   | 66     |
| 16                                     | Coleselli     | 8     | DNF   | DNF   | DNS   | DNF   | 12    | 7     | 16    | 12    | 15    | 13    | DSQ   | 8     | 13    | 7     | DNF   | 59     |
| Gaststarter kamen nicht in die Wertung |               |       |       |       |       |       |       |       |       |       |       |       |       |       |       |       |       |        |
|                                        | Bacheta       |       |       |       |       |       |       |       |       |       |       |       |       | 11    | DNF   | DNF   | 4     | 0      |
|                                        | Sofyan        |       |       |       |       |       |       |       |       | 15    | DNF   |       |       |       |       | DNF   | DNS   | 0      |
| Pos.                                   | Fahrer        | ESP 1 | ESP 2 | NED 1 | NED 2 | ESP 1 | ESP 1 | GBR 1 | GBR 2 | GER 1 | GER 2 | HUN 1 | HUN 2 | BEL 1 | BEL 2 | ITA 1 | ITA 2 | Punkte |

| Farbe                        | Bedeutung                               | Bedeutung |
| ---------------------------- | --------------------------------------- | --- |
| Gold                         | Sieger                                  | Sieger |
| Silber                       | 2. Platz                                | 2. Platz |
| Bronze                       | 3. Platz                                | 3. Platz |
| Grün                         | Platzierung in den Punkten              | Platzierung in den Punkten |
| Blau                         | Klassifiziert außerhalb der Punkteränge | Klassifiziert außerhalb der Punkteränge                                                                                         |
| Violett                      | Rennen nicht beendet (DNF)              | Rennen nicht beendet (DNF) |
| Violett                      | nicht klassifiziert (NC)                | |
| Rot                          | nicht qualifiziert (DNQ)                | nicht qualifiziert (DNQ) |
| Schwarz                      | disqualifiziert (DSQ)                   | disqualifiziert (DSQ) |
| Weiß                         | nicht am Start (DNS)                    | nicht am Start (DNS) |
| Weiß                         | zurückgezogen (WD)                      | |
| Weiß                         | Rennen abgesagt (C)                     | |
| Blanko                       | nicht teilgenommen                      | nicht teilgenommen |
| Blanko                       | verletzt oder krank (INJ)               | |
| Blanko                       | ausgeschlossen (EX)                     | |
| sonstige Formate und Zeichen | P/fett                                  | Pole-Position |
| sonstige Formate und Zeichen | kursiv                                  | Schnellste Rennrunde (in der GP2-Serie/FIA-Formel-2-Meisterschaft ab 2008 für die schnellste Rennrunde der besten zehn Piloten) |
| sonstige Formate und Zeichen | *                                       | nicht im Ziel, aufgrund der zurückgelegten Distanz aber gewertet                                                                |
| sonstige Formate und Zeichen | unterstrichen                           | Führender in der Gesamtwertung                                                                                                  |

| Weitere Notation  |                      |
| Fett              | Pole-Position        |
| Kursiv            | Schnellste Rennrunde |
| Rookie des Jahres |                      |
| Rookie            |                      |

| Farbe                        | Bedeutung                               | Bedeutung |
| ---------------------------- | --------------------------------------- | --- |
| Gold                         | Sieger                                  | Sieger |
| Silber                       | 2. Platz                                | 2. Platz |
| Bronze                       | 3. Platz                                | 3. Platz |
| Grün                         | Platzierung in den Punkten              | Platzierung in den Punkten |
| Blau                         | Klassifiziert außerhalb der Punkteränge | Klassifiziert außerhalb der Punkteränge                                                                                         |
| Violett                      | Rennen nicht beendet (DNF)              | Rennen nicht beendet (DNF) |
| Violett                      | nicht klassifiziert (NC)                | |
| Rot                          | nicht qualifiziert (DNQ)                | nicht qualifiziert (DNQ) |
| Schwarz                      | disqualifiziert (DSQ)                   | disqualifiziert (DSQ) |
| Weiß                         | nicht am Start (DNS)                    | nicht am Start (DNS) |
| Weiß                         | zurückgezogen (WD)                      | |
| Weiß                         | Rennen abgesagt (C)                     | |
| Blanko                       | nicht teilgenommen                      | nicht teilgenommen |
| Blanko                       | verletzt oder krank (INJ)               | |
| Blanko                       | ausgeschlossen (EX)                     | |
| sonstige Formate und Zeichen | P/fett                                  | Pole-Position |
| sonstige Formate und Zeichen | kursiv                                  | Schnellste Rennrunde (in der GP2-Serie/FIA-Formel-2-Meisterschaft ab 2008 für die schnellste Rennrunde der besten zehn Piloten) |
| sonstige Formate und Zeichen | *                                       | nicht im Ziel, aufgrund der zurückgelegten Distanz aber gewertet                                                                |
| sonstige Formate und Zeichen | unterstrichen                           | Führender in der Gesamtwertung                                                                                                  |

| Weitere Notation  |                      |
| Fett              | Pole-Position        |
| Kursiv            | Schnellste Rennrunde |
| Rookie des Jahres |                      |
| Rookie            |                      |

### Teamwertung
| Pos. | Team                  | Punkte |
| ---- | --------------------- | ------ |
| 1.   | Josef Kaufmann Racing | 656    |
| 2.   | Fortec Motorsport     | 559    |
| 3.   | EuroInternational     | 446    |
| 4.   | Eifelland Racing      | 417    |
| 5.   | Mücke Motorsport      | 338    |
| 6.   | DAMS                  | 281    |